# Eisdorf (Bad Grund)

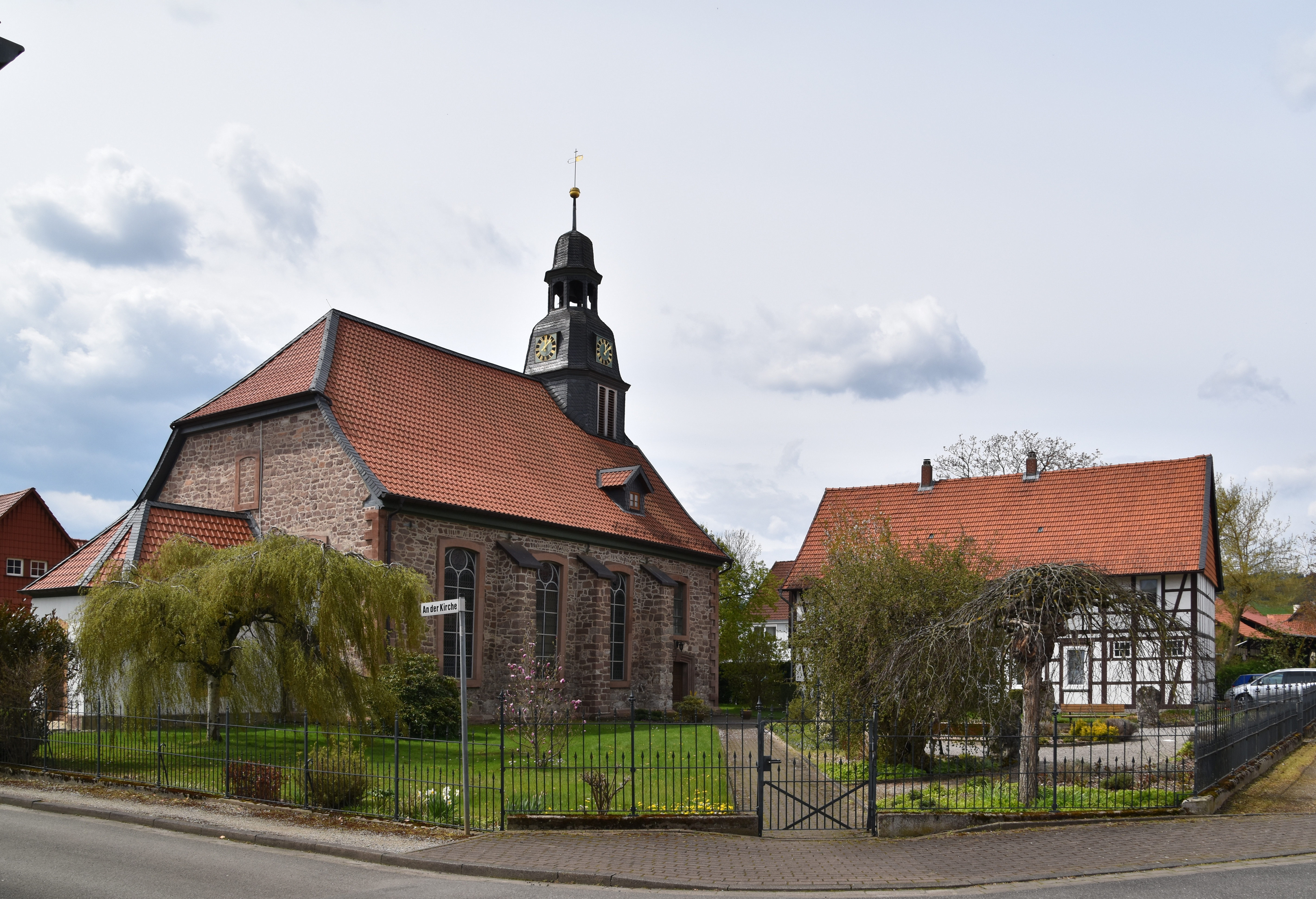
St.-Georg-Kirche mit Pfarrhaus und Kirchplatz

Eisdorf am Harz ist ein Ortsteil der Gemeinde Bad Grund (Harz) im Landkreis Göttingen in Niedersachsen.

## Geografie

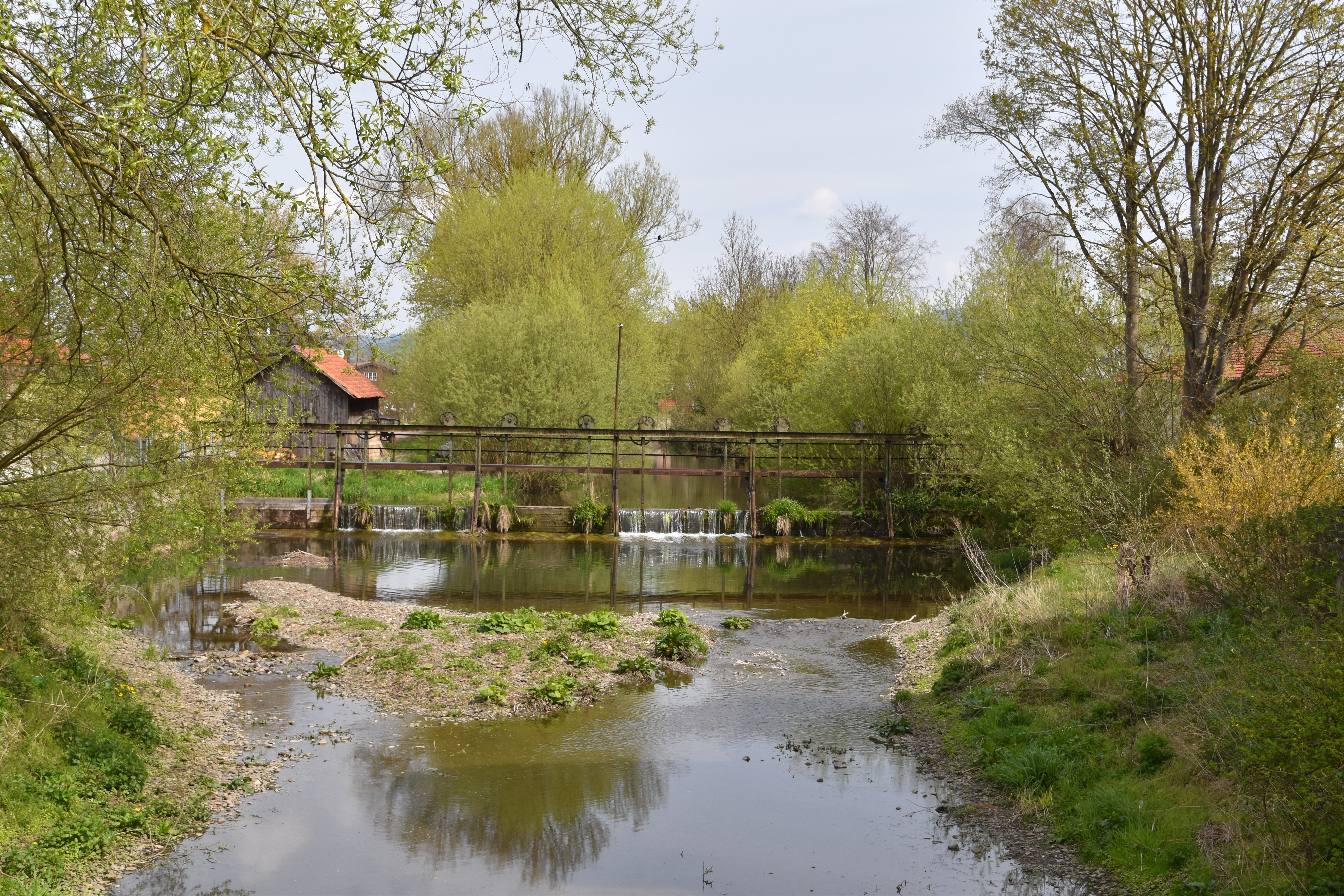
Sösewehr in Eisdorf

Eisdorf liegt jeweils etwas westlich des Oberharzes und Naturparks Harz. Es befindet sich am Rhume-Zufluss Söse, in die nordnordöstlich des Dorfes die Markau mündet. Die nächstgelegene größere Stadt ist die ehemalige Kreisstadt Osterode am Harz, deren Kernstadt etwa 5,5 km südöstlich liegt.

## Geschichte

### Name
Alte Bezeichnungen des Ortes sind 953 Agesthorp, 1244 Eysdorp, 1253 Eystorpe, 1255 Eistorp und 1284 Eistorp. Das Grundwort des Ortsnamens beruht auf dem niederdeutschen „-thorp, dorp“ für „Dorf, Siedlung“. Das Bestimmungswort, das sich von Ages- zu Eis- entwickelt hat, könnte auf den Personennamen „Agi“ zurückgehen. Dieser beruht auf dem germanischen „agis“ für „Schrecken“. Jedoch wird auch vermutet, dass ein früher Eichenbewuchs in Wäldern um das Dorf ihm diesen Namen gegeben hat. Für diese These spricht auch, dass das Ortswappen eine Eiche zeigt.

### Mittelalter
953 wurde der Ort erstmals von König Otto I. urkundlich erwähnt. In Eisdorf verfügte Kurmainz über Lehensrechte. Zugehörige Zehntrechte besaßen die Grafen von Dassel, worauf sie im Jahr 1244 verzichteten. Da auch Herzog Otto I. keinen Anspruch darauf erhob, gelangten die Rechte an das Jacobikloster Osterode. Nach dem Dreißigjährigen Krieg trieb der Räuber Hans Warnecke aus Eisdorf sein Unwesen im Harzvorland. Als Soldaten seine Familie nach der Schlacht bei Lutter töteten, griff er jeden Uniformierten an. Sein Unterschlupf war die Burgruine Lichtenstein. Der Sage nach wurde er in Osterode gefangen und zum Tode durch Vierteilung verurteilt.

### Eingemeindungen
Am 1. Juli 1972 wurde Willensen nach Eisdorf eingemeindet. Am 1. März 2013 schlossen sich die Mitgliedsgemeinden der Samtgemeinde Bad Grund (Harz) zur neuen Einheitsgemeinde Bad Grund (Harz) zusammen, innerhalb derer Eisdorf und Willensen wieder separate Ortschaften bilden.

### Einwohnerentwicklung
| Jahr | Einwohner | Quelle |
| ---- | --------- | ------ |
| 1885 | 0784      | [ 8 ]  |
| 1910 | 0850      | [ 9 ]  |
| 1925 | 0913      | [ 8 ]  |
| 1933 | 1020      | [ 8 ]  |
| 1939 | 1011      | [ 8 ]  |
| 1950 | 1659      | [ 10 ] |
| 1956 | 1448      | [ 10 ] |
| 1973 | 1740 2    | [ 11 ] |
| 1975 | 01738 1 2 | [ 12 ] |

| Jahr | Einwohner | Quelle |
| ---- | --------- | ------ |
| 1980 | 1735 1 2  | [ 12 ] |
| 1985 | 1682 1 2  | [ 12 ] |
| 1990 | 1736 1 2  | [ 12 ] |
| 1995 | 1748 1 2  | [ 12 ] |
| 2000 | 1818 1 2  | [ 12 ] |
| 2005 | 1824 1 2  | [ 12 ] |
| 2010 | 1718 1 2  | [ 12 ] |
| 2012 | 1689 1 2  | [ 1 ]  |
| 2013 | 1345      | [ 13 ] |

| Jahr | Einwohner | Quelle |
| ---- | --------- | ------ |
| 2021 | 1243 1    | [ 2 ]  |

|  |

## Politik

### Ortsrat
Der Ortsrat setzt sich aus sieben Ratsfrauen und Ratsherren zusammen.
- SPD: 4 Sitze (+1)
- CDU: 2 Sitze (−1)
- PRO Eisdorf: 1 Sitz (+1)

(Stand: Kommunalwahl am 12. September 2021, Veränderungen zu 2016)

### Ortsbürgermeister
Die Ortsbürgermeisterin ist Petra Pinnecke (SPD). Ihr Stellvertreter ist Frank Brakebusch (CDU).

### Wappen
Der Entwurf des Kommunalwappens von Eisdorf stammt von Hans-G. Orlovius. Das Wappen wurde am 3. November 1951 vom Niedersächsischen Minister des Innern genehmigt.
| Wappen von Eisdorf | Blasonierung: „In Silber eine bewurzelte grüne Eiche.“ |
| Wappen von Eisdorf | Wappenbegründung: Der vordere Teil des Ortsnamens „Eis“ soll von „Eiche“ abgeleitet sein. Die grüne Eiche auf silbernem Schilde deutet darauf hin, dass noch Mitte des 19. Jahrhunderts große Eichenwälder bis an den Dorfrand reichten und wohl auch dem Dorf den Namen gegeben hätten. Es handelt sich somit um ein redendes Wappen. |

- Laut anderen Quellen gilt sie als Rebe und wird zurückgeführt auf die aus Röblingen am See stammenden Herren von Rebeningen, die in der frühen Neuzeit in Eisdorf begütert waren.[18] Dagegen spricht jedoch, dass dieses Adelsgeschlecht ebenso wie der Ort Röblinen im eigenen Wappen keine Rebe, sondern einen Raben führt.

### Banner und Flagge
|  | 00Banner: „Das Banner ist grün-weiß längsgestreift mit dem aufgelegten Wappen oberhalb der Mitte.“ |
|  | 00Hissflagge: „Die Flagge ist grün-weiß quergestreift mit dem Wappen in der Mitte.“                |

## Kultur und Sehenswürdigkeiten

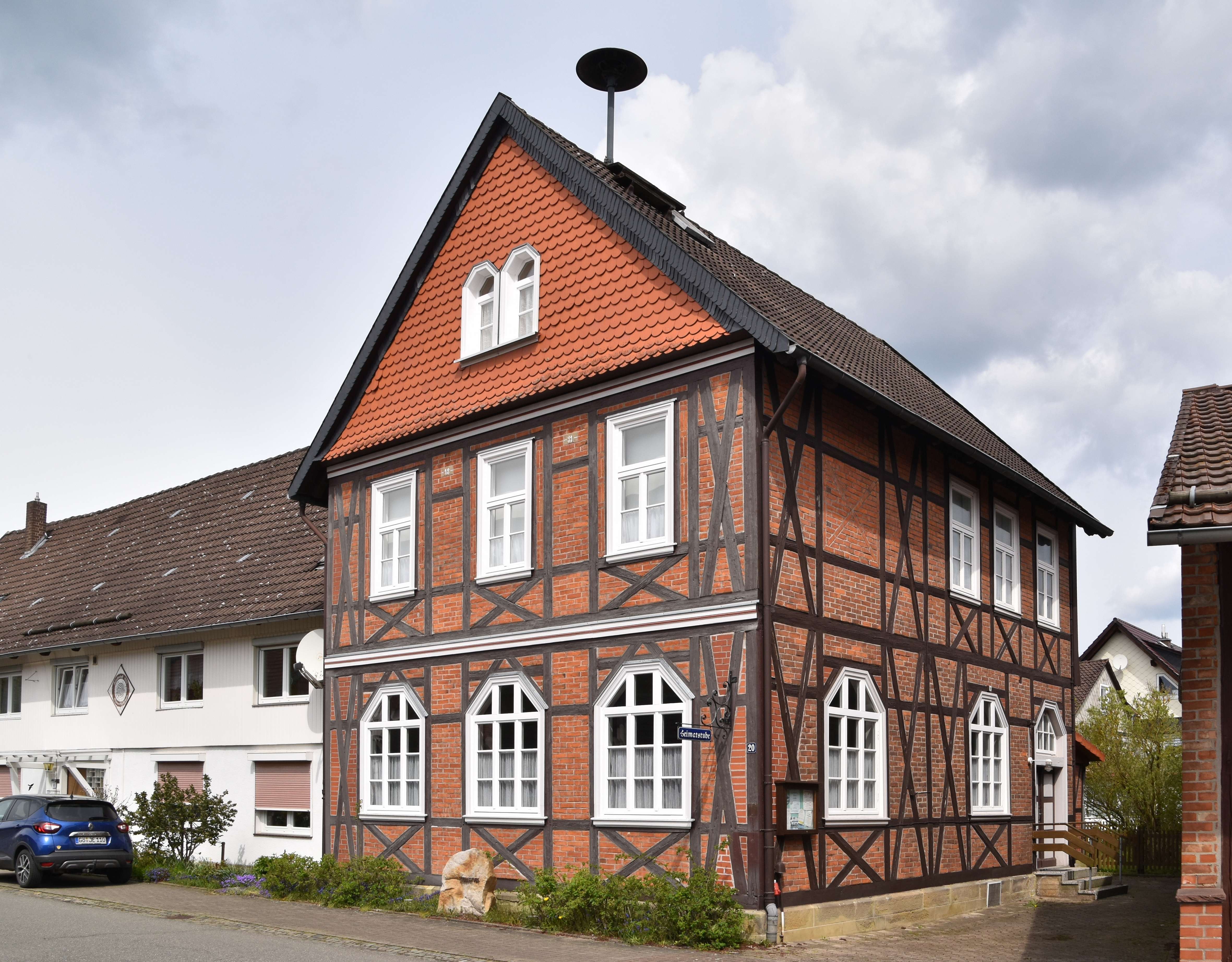
Heimatstube im Mitteldorf

### Kirche
Die Georgskirche, deren Gemeinde dem Kirchenkreis Harzer Land angehört, wurde 1777 auf der Basis eines um 1590 errichteten Vorgängerbaus aus Naturstein fertiggestellt. 1906 installierte Furtwängler & Hammer die Orgel. 1996 wurde der Innenraum renoviert. Das Dach ist als Tonnengewölbe aus Holz konstruiert. 2015/16 wurde es mit Krempziegeln neu gedeckt. Die Glocken sind in einem Dachreiter untergebracht.

### Vereine
Der TSC Eisdorf wurde 1901 gegründet. Zudem gibt es die örtliche Freiwillige Feuerwehr, in die 2016 die Freiwillige Feuerwehr Willensen integriert wurde. Außerdem existiert eine Heimatstube.

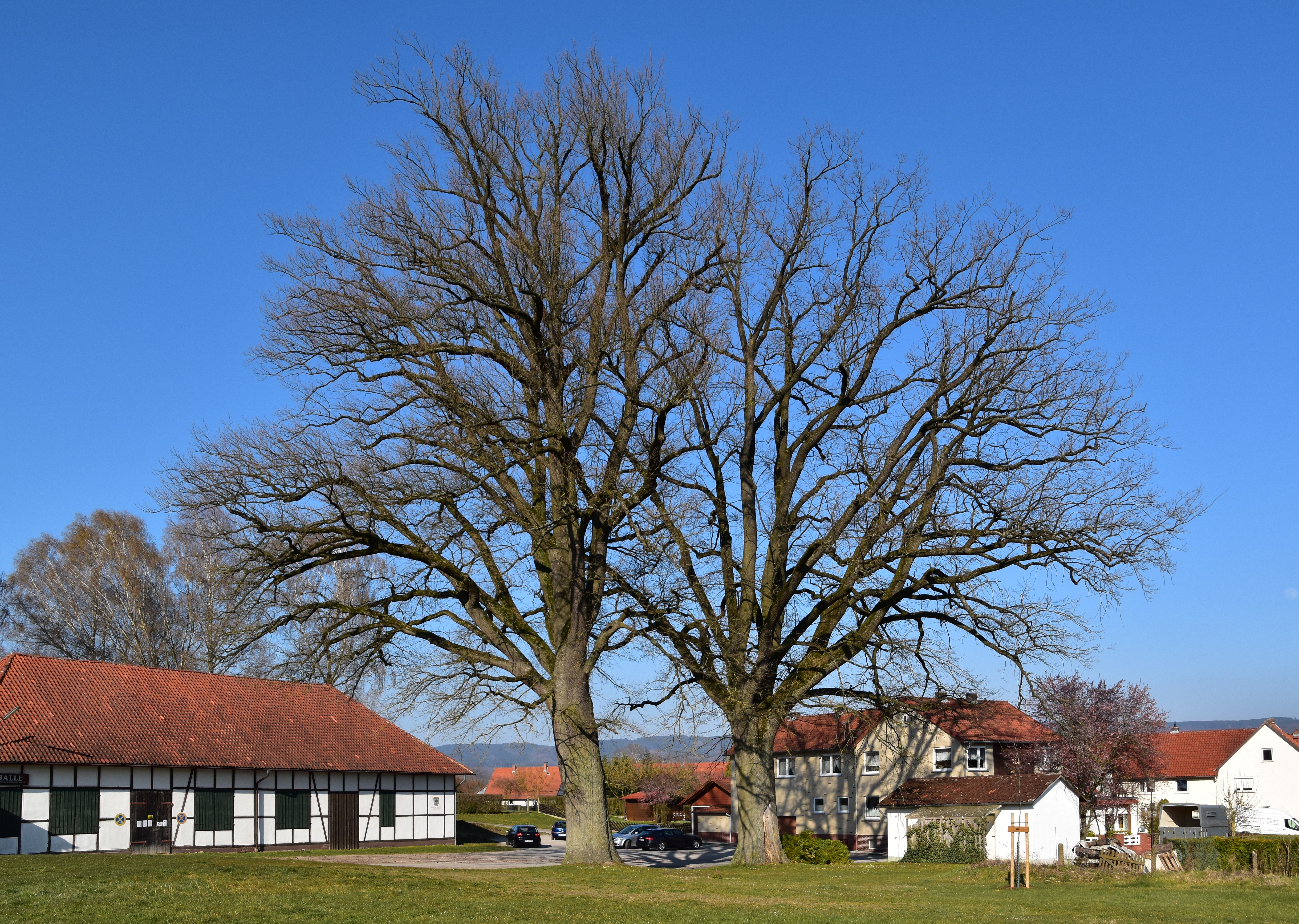
Naturdenkmal Traubeneichen

### Naturdenkmäler
Im Westen des Dorfes befinden sich zwei Traubeneichen, die als Naturdenkmal ND OHA 00087 geschützt sind.

## Wirtschaft und Infrastruktur

### Verkehr
Eisdorf ist über die Kreisstraße 31 mit der Bundesstraße 241, Osterode am Harz nach Northeim und mit der Bundesstraße 243, die von Osterode am Harz nach Bad Gandersheim führt verbunden. Von 1898 bis 1967 hielten hier die Züge der schmalspurigen Bahnstrecke Osterode–Kreiensen.

### Bildung
Es gibt einen Kindergarten und eine Grundschule.

## Söhne und Töchter des Ortsteils
- Theodor Parisius (1896–1985), Landrat
- Jörg Binnewies (* 1950), Arzt und Sanitätsoffizier
- Patrick Vollrath (* 1985), Drehbuchautor und Filmregisseur